# 乾淳之治
乾淳之治，是指南宋第二代皇帝宋孝宗統治的时期，即1162－1189年。同一时期也是金朝皇帝金世宗在位时期。
孝宗即位后隨即发动北伐但失败。乾道年间，隆兴和议签订之后，直到韩侂胄发动开禧北伐，宋金两国四十年都沒有发生战事，由于沒有战事的干扰，宋孝宗专心理政，百姓富裕，五谷丰登，太平安乐，一改宋高宗时縱容秦桧党羽贪污腐败的局面。乾道、淳熙年间，由于宋孝宗治国有方，史称乾淳之治。
同一时期金朝也在金世宗用人唯贤、与民休息下达到盛世，金世宗因此被后人称为「小尧舜」，史称大定之治。宋金南北分治外这一时期，中华文化得到极大的提升和发展。